# المنزل (المقاطرة)

تعديل مصدري - تعديل

المنزل هي إحدى قرى عزلة الجليلة بمديرية المقاطرة التابعة لمحافظة لحج، بلغ تعداد سكانها 273 نسمة حسب تعداد اليمن لعام 2004.